# 利特爾阿克里 (印地安納州)
利特爾阿克里（英語：Little Acre）是位於美國印地安納州傑克遜縣的一個非建制地區。該地的面積和人口皆未知。